# Isla Chishi
La isla Chishi es una isla lacustre en el lago Bangweulu, en el país africano de Zambia. Administrativamente depende de la Provincia de Luapula al norte de ese país.
Tiene una longitud de casi siete kilómetros, en el sur extiende sólo unos pocos cientos de metros de ancho pero al norte alcanza los cuatro kilómetros de ancho.